# Bruichladdich

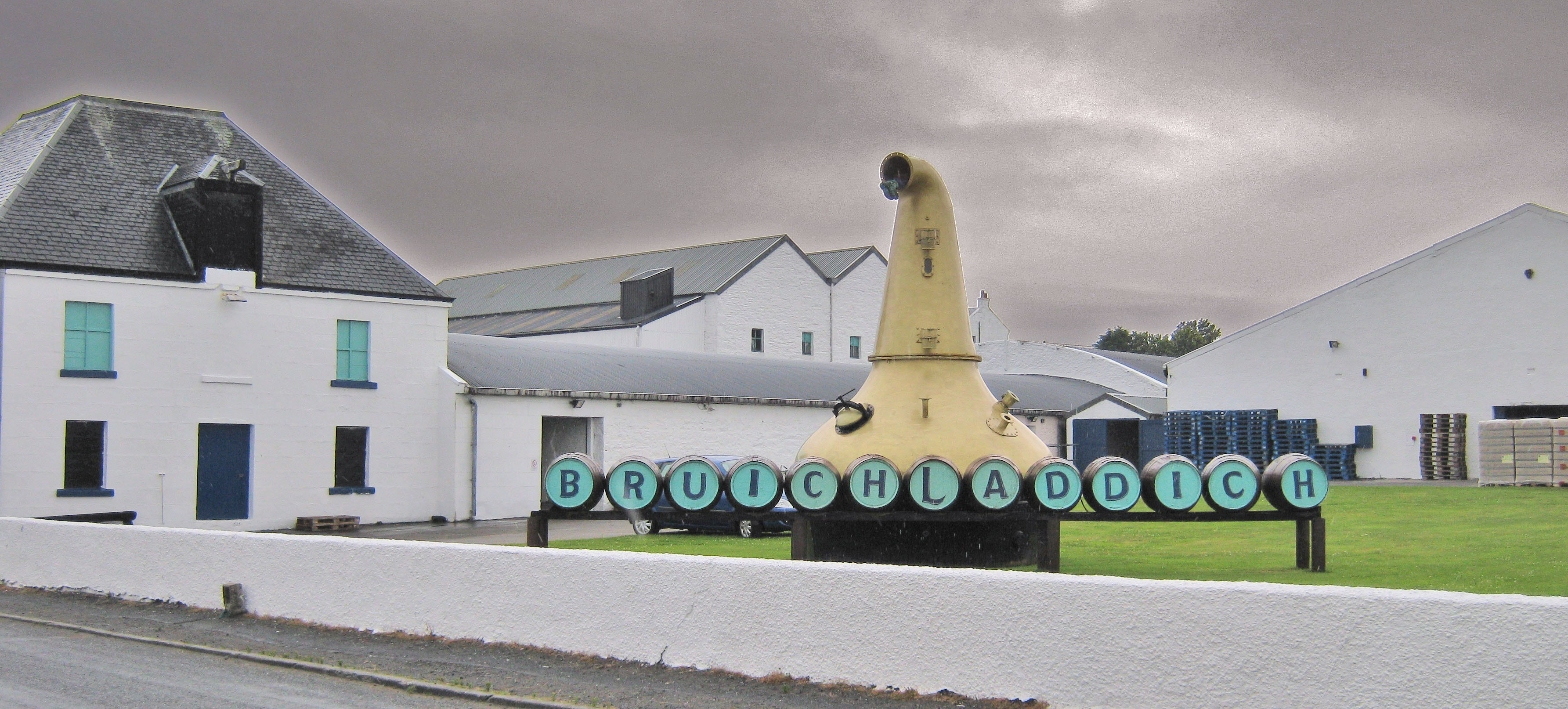
De distilleerderij van Bruichladdich

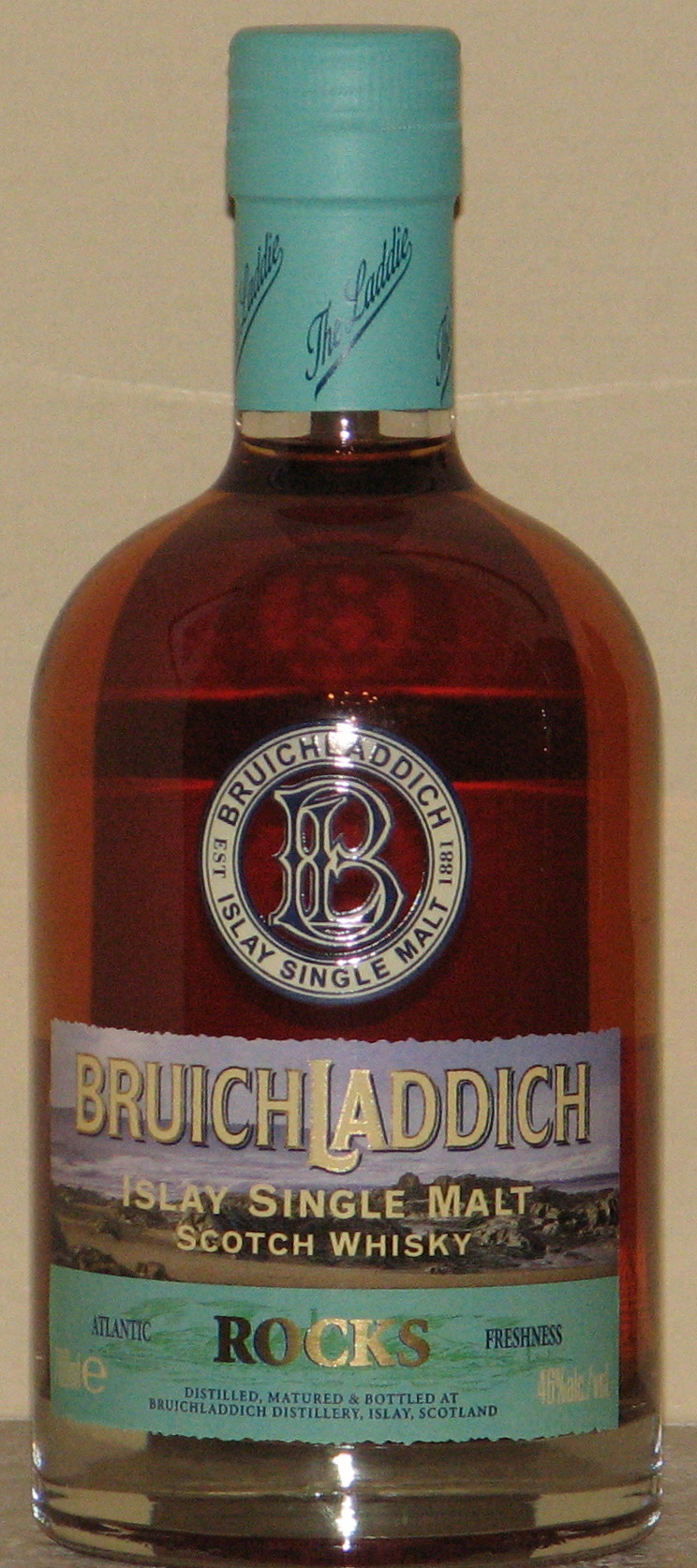
Single Malt Rocks

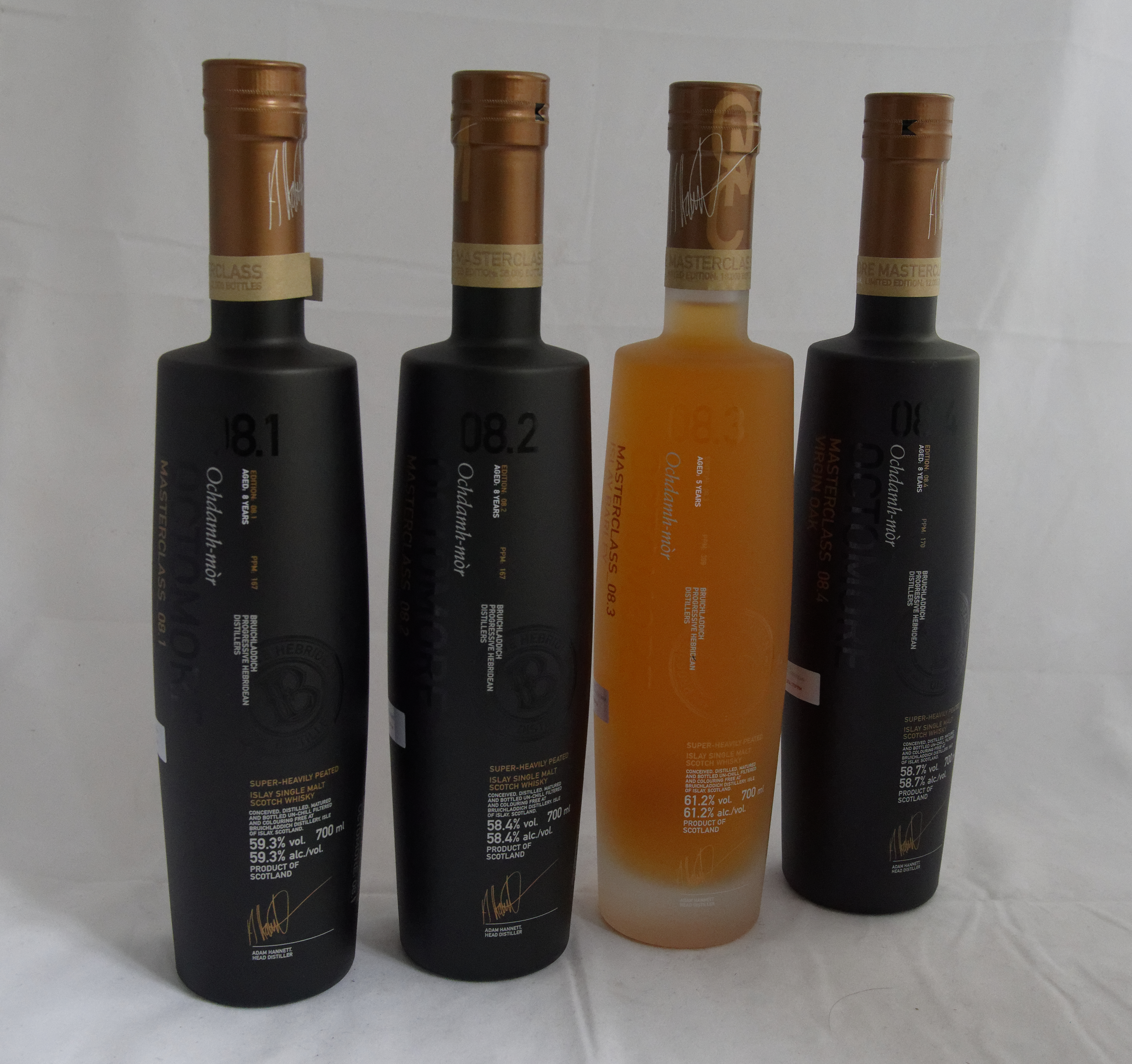
Octomore Masterclass

Bruichladdich (uitspraak: broeik-leddie) is een van de negen nog in werking zijnde whiskydistilleerderijen op het eiland Islay.

## Geschiedenis
Bruichladdich werd in 1881 gebouwd door de Harvey familie in een tijd dat de vraag naar whisky zowel in het Verenigd Koninkrijk als daar buiten stijgend was. Mede doordat de Franse wijngaarden vernietigd werden door de phylloxera luis.
De distilleerderij werd gebouwd aan de Rhinns aan de westkust van het eiland Islay. Vlak bij de plaats waar in 2005 de achtste distilleerderij 'Kilchoman' werd gebouwd. De distilleerderij kende, zoals veel andere, een bewogen geschiedenis. In de tijd van de depressie werd Bruichladdich gesloten (1929-1936), in 1938 werd de distilleerderij verkocht aan Joseph Hobbs, maar later dat jaar werd ze als eerste Islay-distilleerderij Amerikaans eigendom, National Distillers of America kocht de distilleerderij via Train & McIntyre Ltd. Tijdens de Tweede Wereldoorlog was Bruichladdich gesloten, om in 1952 verkocht te worden aan Ross & Coulter. In 1960 werd ze verkocht aan A.B. Grant, deze verkocht in 1968 aan Invergordon Distillers. Hierna werden de whiskytijden weer beter; tussen 1960 en 1971 verdrievoudigde de Schotse whiskyexport, in 1975 werden twee nieuwe stills gebouwd. Begin tachtiger jaren zakte de whiskyverkoop echter weer in en in 1984 was Bruichladdich nog maar één dag per week operationeel. Invergordon werd in 1993 overgenomen door Whyte & MacKay en Bruichladdich werd weer gesloten. In december 2000 werd Bruichladdich echter gekocht door de Londense wijnhandelaar Mark Reynier voor £ 7.500.000. Jim McEwan van Bowmore werd aangesteld als productiedirecteur. In juli 2012 werd de distilleerderij verkocht aan het Franse concern Rémy Cointreau voor 58 miljoen Britse pond.

## Productie
Het water voor de distilleerderij is afkomstig van het Bruichladdich Reservoir. Bruichladdich heeft een mash tun met een inhoud van zeven ton en zes washbacks waarvan er vijf in gebruik zijn. Het distilleren gebeurt met twee wash stills met ieder een capaciteit van 17.275 liter en twee spirit stills met ieder een capaciteit van 12.274 liter die door middel van stoom worden verhit. Per jaar wordt ongeveer 320.000 liter pure alcohol geproduceerd. Bruichladdich whisky is altijd non-chillfiltered en niet gekleurd.

## Het product
Bruichladdich bewijst met zijn manier van whisky-productie dat een distilleerderij niet afhankelijk hoeft te zijn van een standaard botteling die jaar in jaar uit geproduceerd wordt, wanneer het ook mogelijk is om een zachte whisky te maken en daarna een scherpe, geturfde versie of een elegante of peperige whisky. De new-make die de distilleerketels verlaat heeft een zoet, elegant marsepein-achtig karakter, behalve wanneer de Port Charlotte (20-25 ppm) wordt gemaakt, deze heeft uiteraard een veel rokeriger karakter. De Octomore spirit (46.4 ppm) heeft een aardachtige, olieachtige structuur met een karamel-smaak.
Het aantal bottelingen is groot en zeer divers:
- Bruichladdich - 10 year old
- Bruichladdich - 12 year old
- De Links Series - 14 year old
- Bruichladdich - 15 year old
- Bruichladdich - 17 year old
- Bruichladdich - 20 year old
- De Vintage Range
- De Legacy Series
- De Valinch bottelingen
- Port Charlotte (PC5, PC6 en PC7)
- Octomore

Bruichladdich is ook te vinden in de Black Bottle blended whisky.